# 酸水解
在有機化學中，酸水解（英語：Acid hydrolysis）是指利用帶質子性的酸、再加上水分子，透過親核取代反應以分割大型分子的化學鍵的過程。把纖維素或澱粉質分解為葡萄糖分子即為酸水解的例子。
如果酸水解發生在酯或酰胺，則有關反應可被定義為一種由酸所催化的親核酰基取代反應。
酸水解亦可以指稱一些親核加成反應，例如以酸催化、將腈轉變為酰胺的反應即是。然而，由酸所催化、經過親電加成反應將水分子嵌入有機分子的雙鍵或三鍵的反應不會被稱為酸水解，因為這種反應能夠從水合作用中發生。